# Kambut
Kambut (arab. كمبوت, Kambūt) – miasto we wschodniej Libii, w gminie Al-Butnan, około 50 km na wschód od Tobruku. W 2006 roku liczyło ok. 5 tys. mieszkańców. Znajduje się tu stare lotnisko, wykorzystywane podczas II wojny światowej. Miasto w literaturze spotykane także pod nazwą Gambut.